# Balatonszentgyörgy
Balatonszentgyörgy là một thị trấn thuộc hạt Somogy, Hungary. Thị trấn này có diện tích 23,68 km², dân số năm 2010 là 1611 người, mật độ 68 người/km².